# Club Sport Real
El Club Sport Real Vóley (anteriormente llamado Club Sporting Cristal Vóley) fue un equipo de voleibol peruano, que integraba la Liga Nacional Superior de Voleibol del Perú, máxima competición de este deporte en este país.
Sport Real fue uno de los clubes que ha mantenido protagonismo en la Liga Superior de Voleibol, de la que participó desde el 2008 hasta el 2018. El club fue reconocido como un importante formador de jóvenes voleibolistas, gracias a su trabajo en conjunto con la Academia Red Alta; a lo largo del tiempo ha consolidado a varias jugadoras de la Selección femenina de voleibol del Perú como Raffaella Camet, Shiamara Almeida, Pamela Barrera y Karla Ortiz.

## Historia

### Ascenso y primeras temporadas
El Sporting Cristal, dirigido por Walter Lung, logró el ascenso a la Liga Nacional Superior luego de ganar su Liga Distrital en 2008.
Cristal disputó su primera temporada de la Liga Nacional con un plantel bastante joven, en el que destacaban voleibolistas como Raffaella Camet, Janet Sánchez, Diana Gonzales, Rocío Miranda, entre otras. Durante las primeras participaciones, el club no consiguió avanzar a las Rondas finales de la Liga.
En la LNSV 2011-12 Cristal ocupó la sexta ubicación en la Primera Etapa, clasificando así a la Ronda final de la Liga por primera vez. En cuartos de final quedó emparejado ante Alianza Lima, derrotándolas en el primer encuentro por 3-2 y cayendo en la revancha por idéntico marcador. En el partido extra las celestes cayeron ajustadamente en el quinto set.

### Primeras medallas
Para la LNSV 2012-13 el club promovió de su equipo juvenil a la armadora Shiamara Almeida y las atacantes Hilary Palma y Maguilaura Frías quienes habían destacado en la Liga Nacional Juvenil. Llegó también al club la líbero Susan Egoavil, la atacante Karla Ortiz y la central argentina Florencia Busquets, destacó también el retorno de Keith Meneses quien venía de ser campeona en Chile. Bajo la capitanía de Raffaella Camet y la dirección técnica de José Antonio Cáceres, el club llegó por primera vez al podio de la Liga al obtener la medalla de bronce. En esta campaña, Cristal avanzó en la Primera Etapa como tercer clasificado, en los cuartos de final derrotó al Divino Maestro con marcadores de 3-1 y 3-0, mientras que en semifinales la Universidad César Vallejo derrotó al club. La definición del tercer lugar fue ante el Alianza Lima, ganando las aliancistas el primer partido 3-2 y las celestes la revancha por 3-0. En el partido extra Cristal derrotó por 3-0 a Alianza, ganando así la medalla de bronce. En las distinciones individuales de la Liga Nacional, las jugadoras Susan Egoavil y Florencia Busquets ganaron los premios de «Mejor Defensa» y «Mejor Bloqueo» respectivamente.

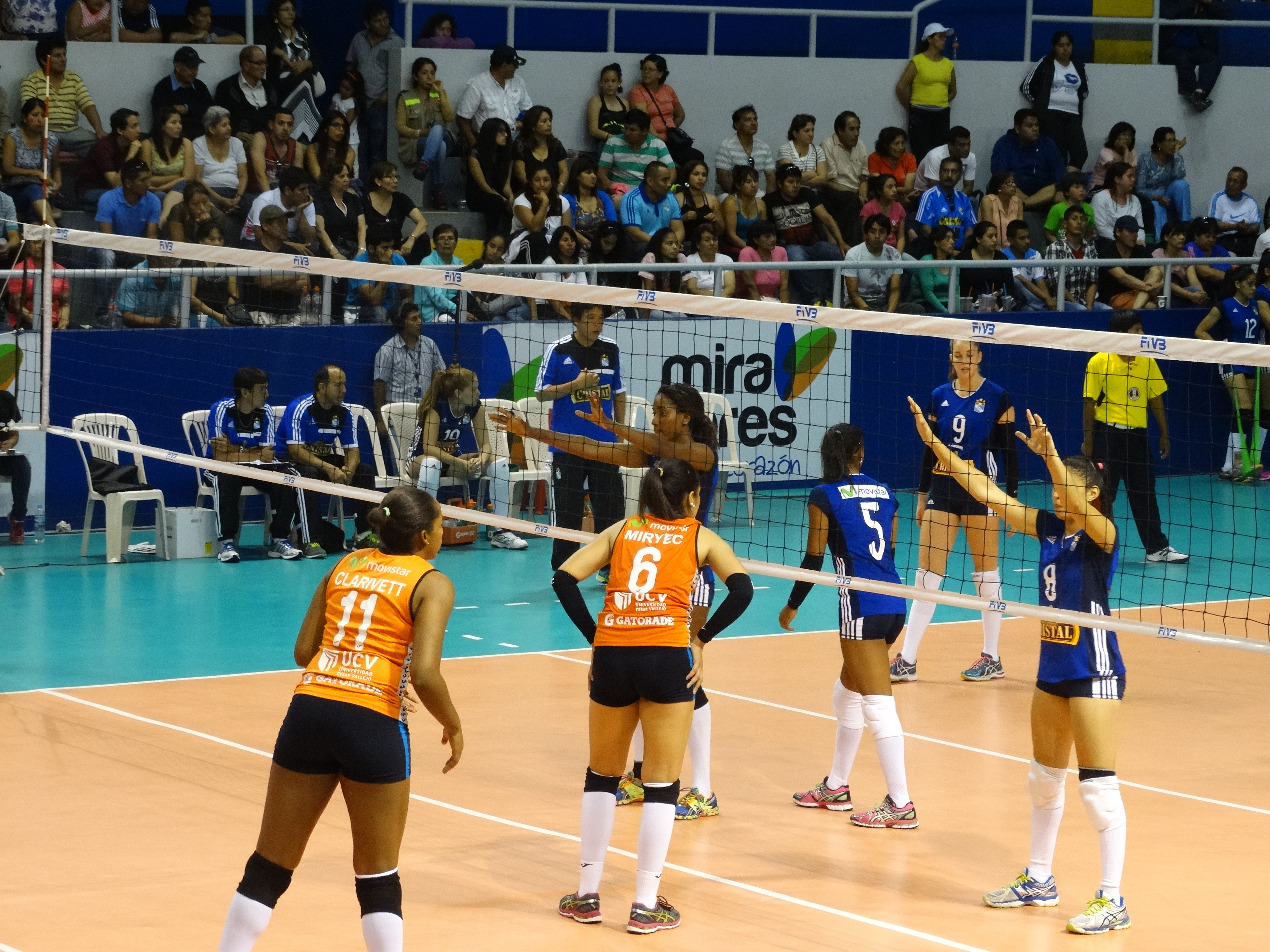
Duelo entre Sporting Cristal y César Vallejo.

Para la temporada 2013-14 se unieron Pamela Barrera y la central colombiana Melissa Rangel para reemplazar a Florencia Busquets, además, Walter Lung volvió a tomar la dirección técnica del equipo. En las fases previas del certamen, Cristal logró ubicarse en la segunda ubicación, aunque sufriendo la baja importante de Rangel quien se lesionó poco antes de la Ronda final, en su reemplazo llegó al equipo la colombiana Cindy Ramírez. En los cuartos de final Cristal se midió ante el Deportivo Wanka derrotándolo en ambos partidos por marcador de 3-0, en las semifinales venció al Deportivo Géminis por 3-2 y 3-0, clasificando por primera vez a la final del certamen. En la final el rival fue la Universidad San Martín, en el primer choque, Cristal cayó por 1-3 con marcadores de 25-23, 32-34, 22-25 y 15-25. En la revancha, Cristal volvió a caer por 1-3 con marcadores de 18-25, 23-25, 25-23 y 25-17, de esta forma, la Raza Matadora se quedó con la medalla de plata de la Liga, continuando así con su ritmo ascendente en las clasificaciones de la LNSV. En cuanto a las distinciones individuales, Shiamara Almeida y Maguilaura Frías fueron premiadas como la «Mejor Armadora» y la «Mejor Atacante Opuesta» del torneo.
A partir de 2018, el Club dejó de dirigir este equipo y, aunque mantuvo el nombre por esa temporada, actualmente se gestiona de manera independiente y totalmente desligada del Club.
Desde 2019, el Club pasó a llamarse Club Sport Real.

## Entrenadores
A continuación se detallan los entrenadores del Club Sport Real en las últimas temporadas.
| Nombre                     | Temporadas        |
| -------------------------- | ----------------- |
| Walter Lung                | 2010 - 2011       |
| Carlos Chia                | 2011 - 2012       |
| José Antonio Cáceres       | 2012 - 2013       |
| Walter Lung                | 2013 - 2018       |
| Corea del Sur Byungtae Seo | 2018 - actualidad |

## Jugadoras

### Plantilla 2014-15

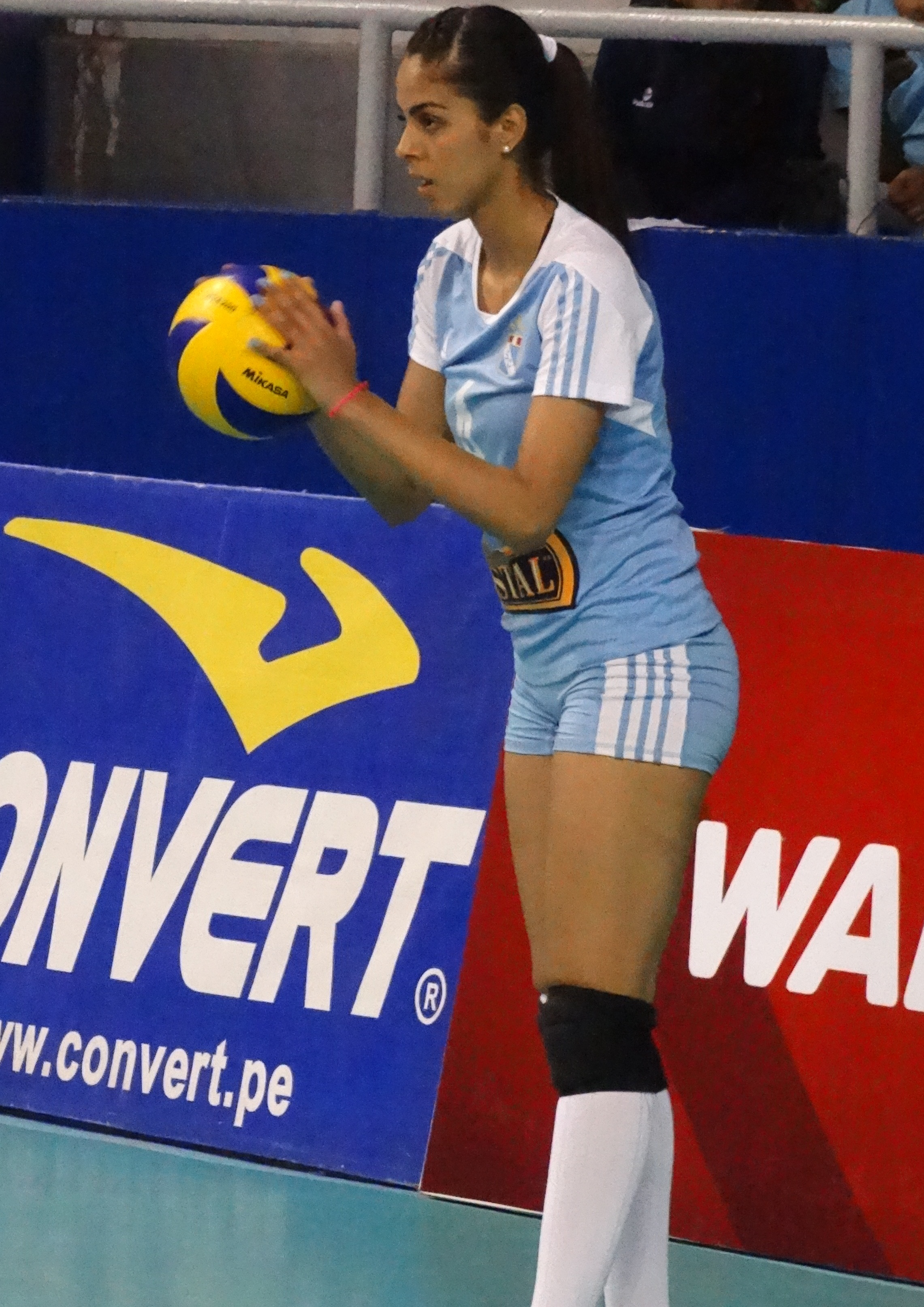
Keith Meneses, atacante del equipo.

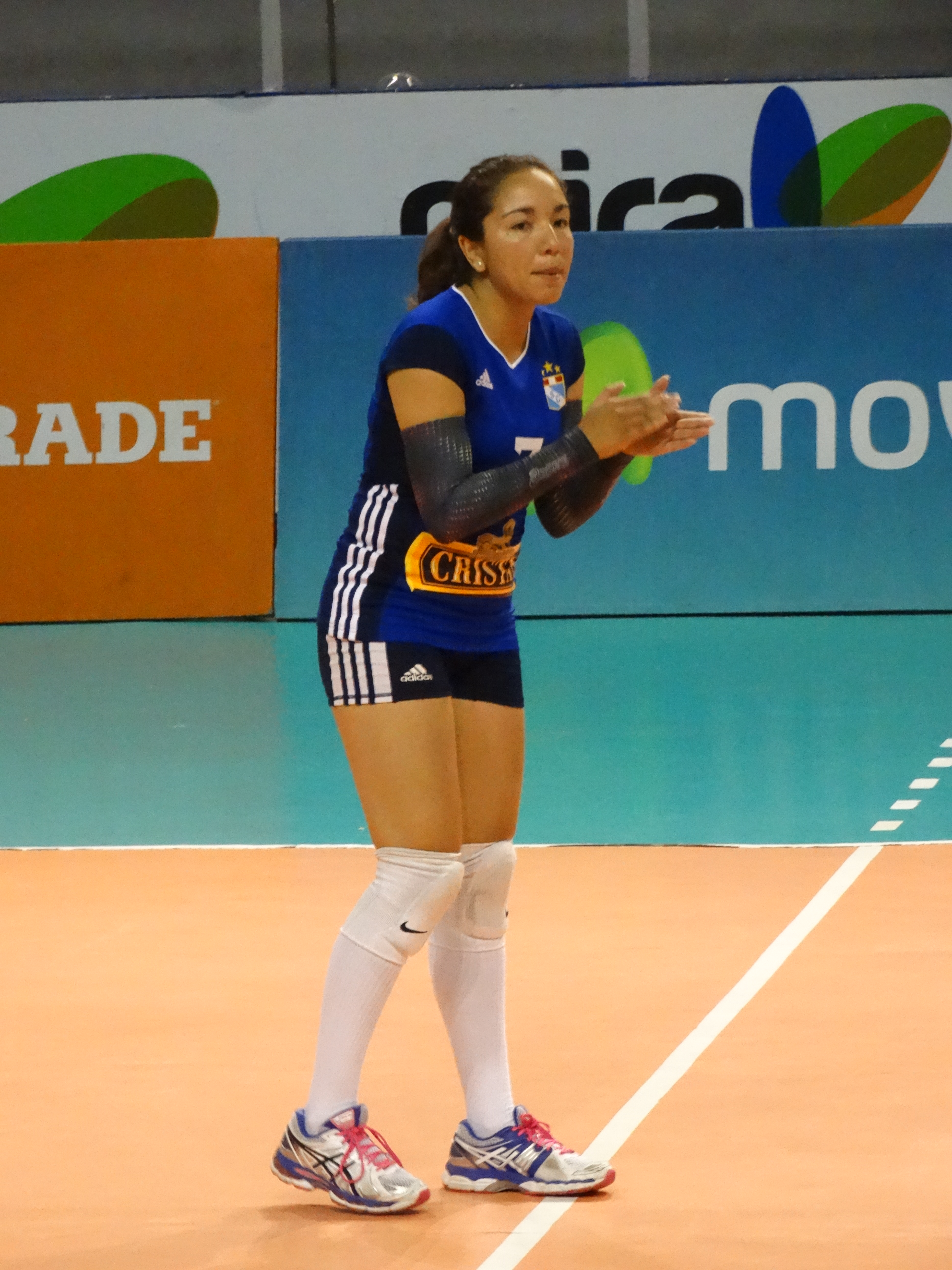
Susan Egoavil, juega de líbero.

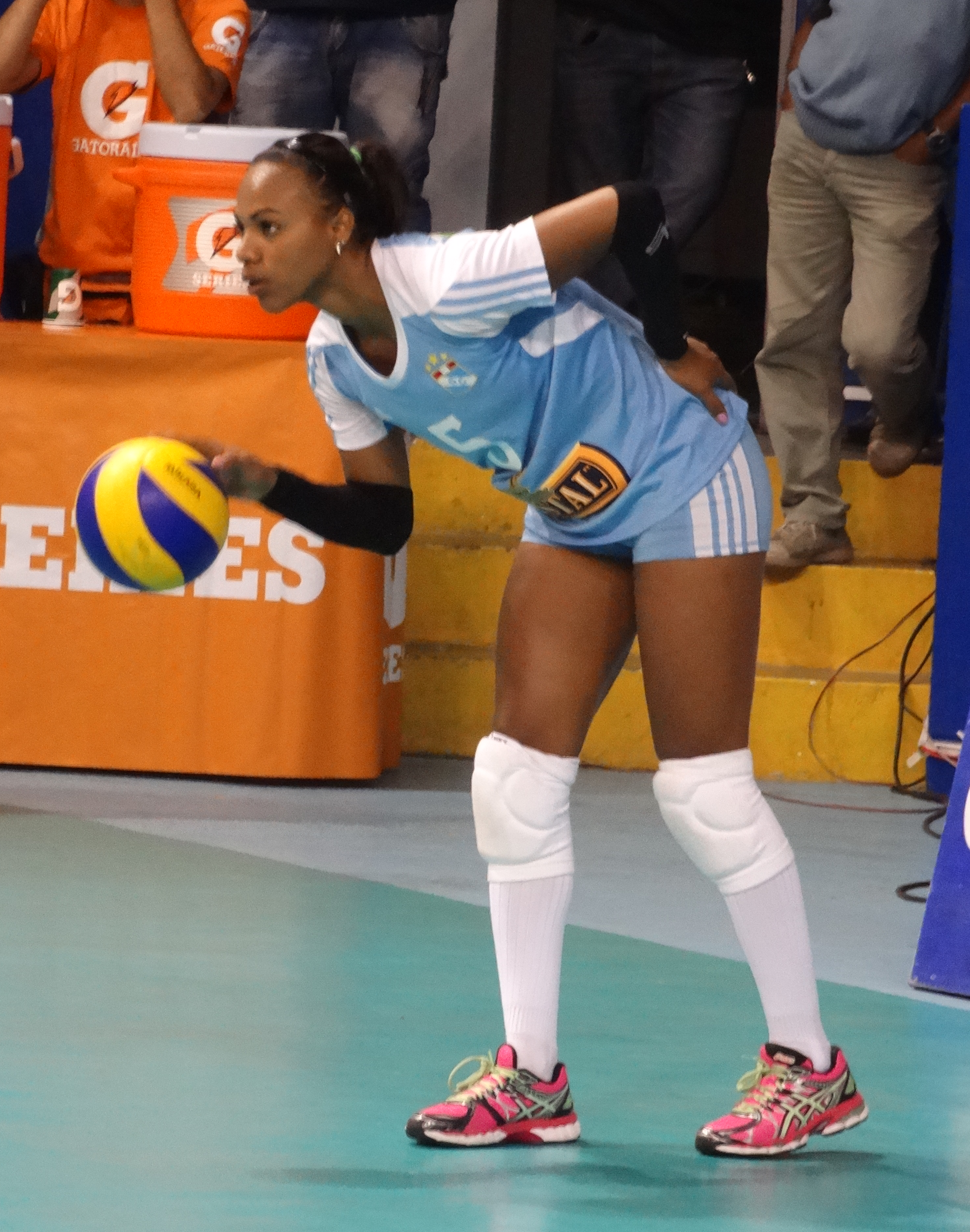
Shiamara Almeida, armadora del equipo.

Este es el plantel del Sporting Cristal para la presente temporada:
| #                                                                             | Nombre              | F. Nacimiento           | Estatura | País      | Ar | At | Ce | Op | Li |
| ----------------------------------------------------------------------------- | ------------------- | ----------------------- | -------- | --------- | -- | -- | -- | -- | -- |
| 2                                                                             | Hilary Palma        | 5 de enero de 1997      | 1,71 m   | Perú      |    | x  |    |    |    |
| 4                                                                             | Keith Meneses       | 9 de setiembre de 1991  | 1,77 m   | Perú      |    | x  |    |    |    |
| 5                                                                             | Shiamara Almeida    | 19 de febrero de 1996   | 1,73 m   | Perú      | x  |    |    |    |    |
| 6                                                                             | Cristie Otero       | 15 de mayo de 1998      | 1,70 m   | Perú      |    | x  |    |    |    |
| 7                                                                             | Susan Egoavil       | 16 de enero de 1988     | 1,63 m   | Perú      |    |    |    |    | x  |
| 8                                                                             | Mabel Olemar        | 10 de mayo de 1993      | 1,72 m   | Perú      |    | x  |    |    |    |
| 9                                                                             | Raffaella Camet     | 14 de setiembre de 1992 | 1,82 m   | Perú      |    |    |    | x  |    |
| 11                                                                            | Sandra Guibert      | 11 de junio de 1989     | 1,79 m   | Perú      |    |    |    | x  |    |
| 14                                                                            | Stephanie Rodríguez | 15 de mayo de 1999      | 1,75 m   | Perú      |    |    | x  |    |    |
| 13                                                                            | Raquel Noé          | 20 de julio de 1998     | 1,80 m   | Perú      |    |    | x  |    |    |
| 14                                                                            | Pamela Barrera      | 9 de enero de 1991      | 1,80 m   | Perú      |    |    | x  |    |    |
| 15                                                                            | Karla Ortiz         | 20 de octubre de 1991   | 1,82 m   | Perú      |    | x  |    |    |    |
| 19                                                                            | Milagros Hernández  | 9 de abril de 1990      | 1,85 m   | Venezuela |    |    | x  |    |    |
| 20                                                                            | Florencia Aguirre   | 14 de mayo de 1989      | 1,93 m   | Uruguay   |    |    | x  |    |    |
| Entrenador: Walter Lung Asistentes Técnicos: Bruno Stucchi Alexandra Villarán |                     |                         |          |           |    |    |    |    |    |

## Palmarés

### Mayores
- Liga Nacional Superior de Voleibol del Perú:
  -  Medalla de plata (1): 2013-14.[7]
  -  Medalla de bronce (1): 2012-13.[8]

### Categoría Juvenil
- Liga Nacional Categoría Juvenil:
  -  Medalla de oro (1): 2018,
  -  Medalla de plata (2): 2012, 2013.[9][10]
  -  Medalla de bronce (1): 2014.[11]

- Copa San Agustín:
  -  Medalla de oro (1): 2012.[12]

### Categoría Menores
- Liga Nacional Categoría Menores:
  -  Medalla de oro (1): 2013, 2017.[9]

- Copa San Agustín:
  -  Medalla de oro (1): 2012.[12]

### Categoría Infantil
- Liga Distrital de Pueblo Libre:
  -  Medalla de oro (3): 2010, 2011, 2012.[13]

- Campeonato Internacional de Vóley de Arequipa:
  -  Medalla de bronce (1): 2014.[14]